# レゾリューション級原子力潜水艦
レゾリューション級原子力潜水艦 (Resolution class submarines) はイギリス海軍の弾道ミサイル潜水艦。イギリス海軍が保有した初の潜水艦発射弾道ミサイル搭載原子力潜水艦であり、1966年から配備が開始され、1969年までに4隻が就役した。
5隻の建造が計画されたが、完成したのは4隻のみであった。5隻目はラミリーズ (Ramillies) となる予定であった。

## 建造
1960年代初頭までのイギリス軍の核戦力は、イギリス空軍の爆撃機（3Vボマー）が担っていた。イギリスは、これの戦力向上策としてアメリカ合衆国よりスカイボルト空中発射弾道ミサイルの導入を決定していた。しかし、スカイボルトは1962年に開発中止となり、イギリス軍は有力な核攻撃手段を失う恐れが生じた。このため、アメリカ合衆国はイギリスに対し、1962年12月22日に取り交わされたナッソー協定に基づいてポラリス潜水艦発射弾道ミサイルを供与することとし、それを搭載するレゾリューション級が建造されることとなった。
バロー・イン・ファーネスのヴィッカース・アームストロング社はレゾリューションとレパルスを建造した。バーケンヘッドのキャメル・レアード社はレナウンとリヴェンジの建造を担当している。その建造方法は船首部分と船尾部分が別々に構築され、その後アメリカ製のミサイル・コンパートメントと接合されるという特異な方法であった。

## 船体

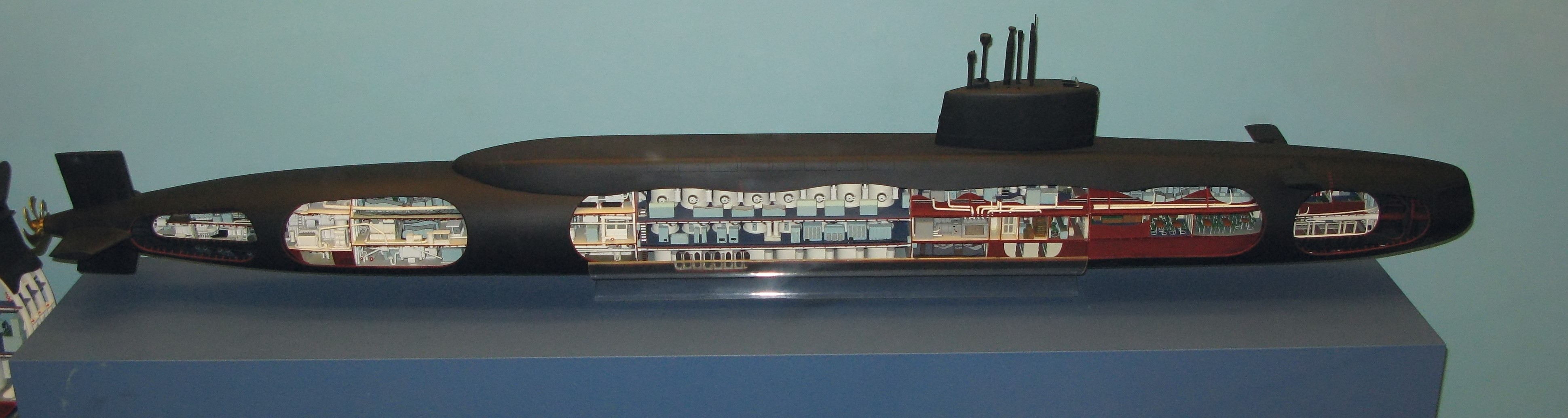
レゾリューション級原子力潜水艦のカッタウェイモデル。

本級の設計はヴァリアント級原子力潜水艦を改良した物であったが、フィンと原子炉の間にミサイル・コンパートメントを組み込むため船体が延長された。船体長は130メートル、幅10.1メートル、高さは9メートルとなり、排水量は7,600トン - 8,400トンとなった。ロールス・ロイス製の原子炉とイングリッシュ・エレクトリック製タービンは25ノットの速度と275mの潜行深度を実現した。
武装はポラリス弾道ミサイル16基を2発ずつのペアで8組装備し、21インチ魚雷発射管6門を艦前方に装備した。

## 就役後
1番艦のレゾリューションは1964年2月に起工し、1966年9月に進水、1967年に就役した。就役後はポラリス・ミサイルの運用試験などで長期間の公試が行われた。ポラリスの発射実験は1968年2月15日の11:15にケープ・ケネディ沖のアメリカ空軍東部試験場で行われた。本級は第10潜水艦隊に所属し、全艦がスコットランドのファスレーン海軍基地を母港とした。
ポラリスミサイルの陳腐化などの理由から、トライデントミサイルを搭載できるヴァンガード級原子力潜水艦に後を譲り、1995年までに全艦が退役した。退役の際に原子炉は撤去され、全艦はロシス造船所で保管された。

## 同型艦
- レゾリューション (HMS Resolution, S22)
- レパルス (HMS Repulse, S23)
- レナウン (HMS Renown, S24)
- リヴェンジ (HMS Revenge, S27)